# Peliça

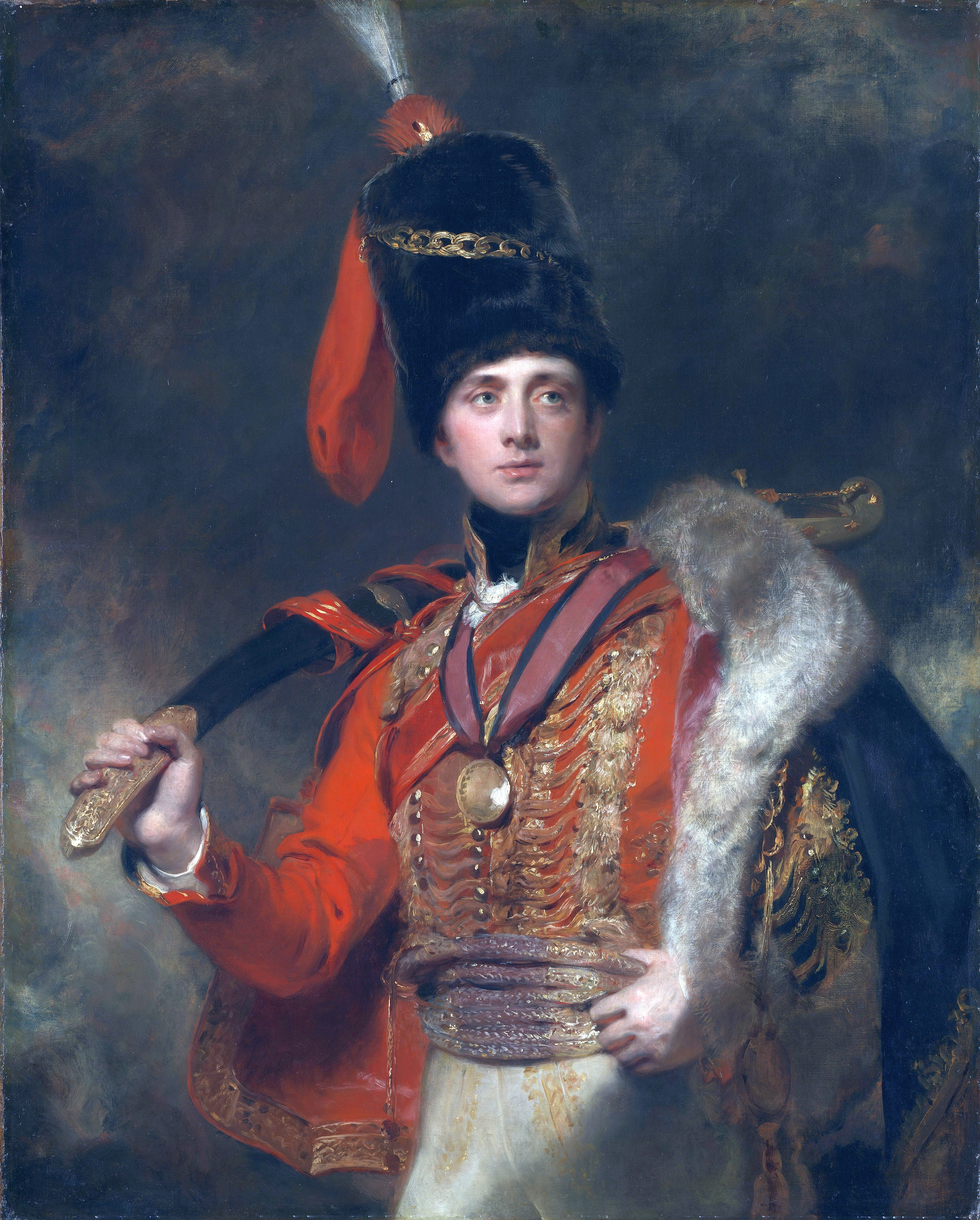
Charles Stewart, em uniforme hussardo com uma peliça militar sob os ombros, 1812, pintura por Thomas Lawrence

Uma peliça era originalmente uma jaqueta curta de pele aparada que geralmente era usada solta sobre o ombro esquerdo dos soldados de cavalaria leve hussardos, aparentemente para evitar cortes de espada. O nome também foi aplicado a um estilo moderno de casaco feminino usado no início do século XIX, durante a moda da Regência.

## Uniforme militar

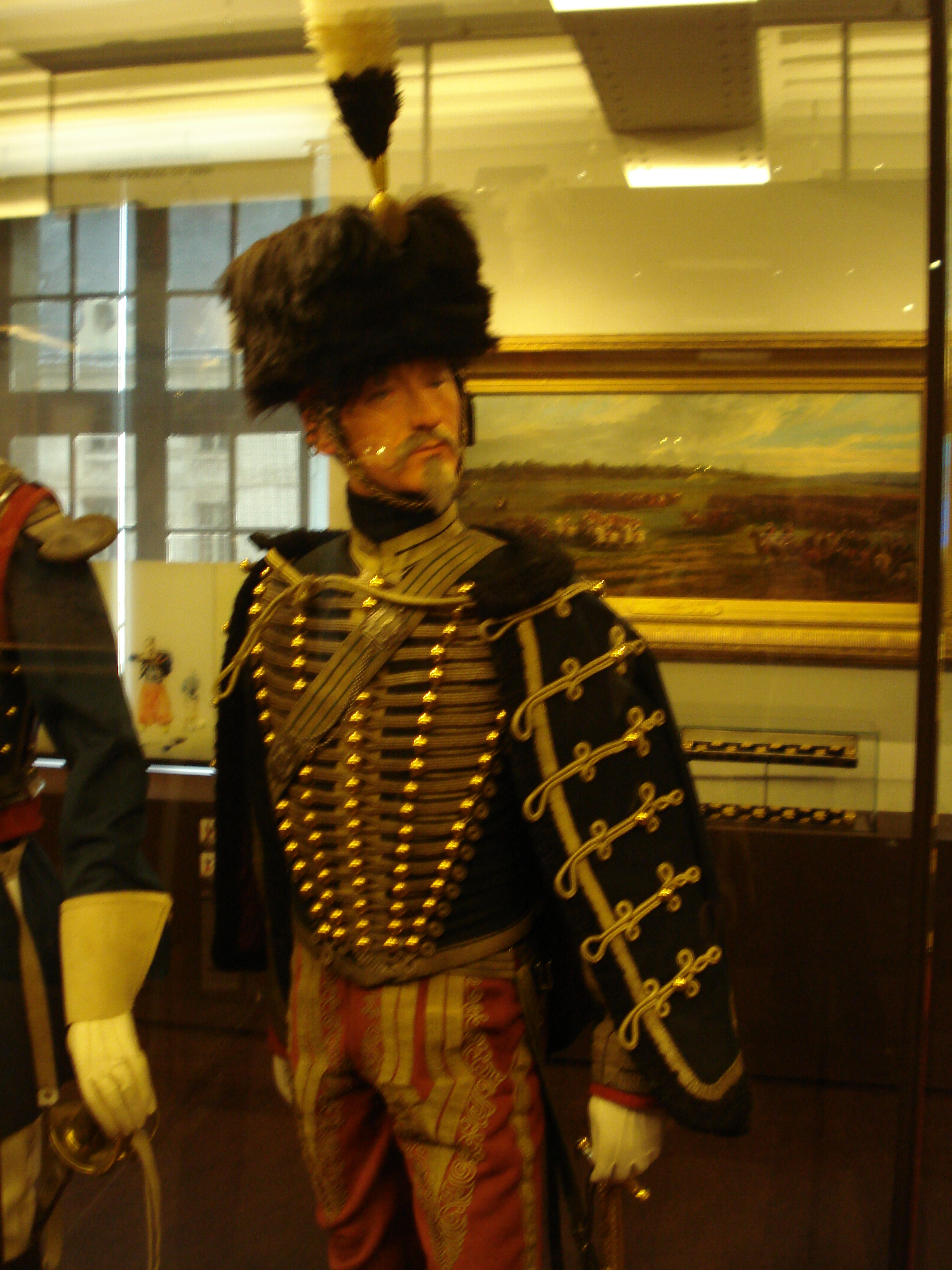
Uniforme militar de Hussardo (França, Segundo Império)

O estilo de uniforme que incorpora a peliça originou-se com os mercenários hussardos da Hungria no século XVII. À medida que esse tipo de unidade de cavalaria leve se tornou popular na Europa Ocidental, o mesmo aconteceu com seu vestuário. No século XIX, as peliças eram usadas na maioria dos exércitos da Europa e até mesmo em alguns da América do Sul e do Norte.
Na aparência, a peliça era caracteristicamente uma jaqueta muito curta e extremamente justa (quando usada), cujos punhos e gola eram enfeitados com pele. A jaqueta era ainda decorada com padrões costurados em renda de ouro, geralmente em um padrão que combinava com o dólmã usado por baixo dela. A frente da jaqueta era distinta e normalmente apresentava várias fileiras de froggings e laços paralelos e três ou cinco linhas verticais de botões. Para os oficiais dos Hussardos britânicos, esse frogging, regimentalmente diferenciado, era geralmente de renda de ouro ou prata, para combinar com botões de ouro (dourado) ou de prata. Outras fileiras tinham renda amarela com botões de latão ou renda branca com botões de "metal branco" (níquel). O laço variou de unidade para unidade e de país para país. Ele foi mantido no lugar por um cordão. Em lugares frios, a peliça poderia ser usado sobre um dólmã.
A prevalência desse estilo começou a diminuir no final do século XIX, mas ainda estava em uso por alguns regimentos de cavalaria nos exércitos imperial alemão, russo e austro-húngaro até a Primeira Guerra Mundial. No Exercito Prussiano foi abolido em 1853, mas entre 1865 e 1913 foi reintroduzido para uso cerimonial por nove regimentos de hussardos e o Regimento de Hussardos da Guarda de Vida, geralmente a pedido do coronel-chefe do regimento. Os dois regimentos de hussardos do Exército Espanhol mantiveram peliças até 1931. O Garderhusarregimentet dinamarquês é a única unidade militar moderna a manter este item distinto de vestimenta, como parte de seu uniforme de gala montado.

## Moda feminina
Na Europa do início do século XIX, quando as roupas militares eram frequentemente usadas como inspiração para roupas femininas da moda, o termo era aplicado a um casaco feminino longo e justo com mangas ajustadas em conjunto com a então na moda silhueta império. Embora inicialmente as peliças da era regência copiassem o pelo e a trançado dos hussardos, eles logo perderam essas associações iniciais e, na verdade, foram feitos inteiramente de seda e sem pelo. Eles, no entanto, tendem a reter traços de sua inspiração militar com fechos e enfeites de tranças. As peliças perderam até mesmo essa semelhança superficial com suas origens quando as saias e mangas se alargaram na década de 1830, e as crinolinas cada vez maiores das décadas de 1840 e 1850 fizeram com que as mulheres da moda usassem mantos, capas e xales soltos.
Dependendo da estação, a peliça era feita de algodão, seda ou lã e enfeitada - geralmente na gola, bordas frontais centrais, punhos e bainha - com pele, penugem de cisne, renda, veludo, franja ou pelúcia de seda.

## Referencias
1. ↑  Hagger, D.H. Hussars and Mounted Rifles. Uniforms of the Imperial German Cavalry 1900–1914. [S.l.: s.n.] p. 22. ISBN 9780855241711
2. ↑  Rinaldo D. D'Ami, page 85 "World Uniforms in Colour. Volume 1 - The European Nations",  S B N 85059 031 1
3. ↑  Chrisman-Campbell, Kimberly. “France.” In Berg Encyclopedia of World Dress and Fashion: West Europe. Edited by Lise Skov, 179–192. Oxford: Berg, 2010. Acessado em 02 de Setembro, 2020
4. ↑  Hill, Daniel Delis. Upper Saddle River, N.J: Pearson Prentice Hall, 2011. History of World Costume and Fashion
5. ↑  «Pelisse ca. 1815 | French | The Metropolitan Museum of Art». www.metmuseum.org. Consultado em 22 de março de 2021